# Veldhoven
Veldhoven és un municipi de la província del Brabant del Nord, al sud dels Països Baixos. L'1 de gener del 2009 tenia 43.032 habitants repartits sobre una superfície de 31,92 km² (dels quals 0,2 km² corresponen a aigua). Limita al nord amb Eindhoven, a l'oest amb Eersel i al sud amb Bergeijk i Waalre.

## Eleccions municipals
| Eleccions municipals | Eleccions municipals | Eleccions municipals | Eleccions municipals |
| -------------------- | -------------------- | -------------------- | -------------------- |
| Partit               | 1998                 | 2002                 | 2006                 |
| VSA                  | 5                    | 8                    | 8                    |
| PvdA                 | 3                    | 3                    | 6                    |
| CDA                  | 7                    | 7                    | 5                    |
| GBV                  | 3                    | 5                    | 4                    |
| VVD                  | 5                    | 4                    | 4                    |
| Altres               | 4                    | 0                    | 0                    |
| Total                | 27                   | 27                   | 27                   |